# Jack Deam
Jack Deam (Oldham, 29 juni 1972), geboren als Ian Deam,  is een Brits acteur.

## Carrière
Deam begon in 1989 met acteren in de televisieserie Screenplay, waarna hij nog meerdere rollen speelde in televisieseries en films. Zo speelde hij in onder andere Heartbeat (1992), Coronation Street (2000-2001), Silent Witness (2005), Shameless (2004-2013), DCI Banks (2010-2016) en Father Brown (2016-2020).

## Filmografie

### Films
Uitgezonderd korte films.
- 2019 Agatha and the Curse of Ishtar - als Leonard Woolley
- 2006 London to Brighton - als Paul
- 2003 Spoilt - als Danny
- 1999 Heart - als politieagent
- 1995 The Young Poisoner's Handbook - als Mick
- 1991 Let Him Have It - als Terry Stringer

### Televisieseries
Uitgezonderd eenmalige gastrollen.
- 2023 The Long Shadow - als DI Les Hanley - 7 afl.
- 2016-2022 Father Brown - als inspecteur Mallory - 64 afl.
- 2021 Silent Witness - als Frank Johnson - 2 afl.
- 2020 Broke - als Lenny - 6 afl.
- 2019 World on Fire - als Ted - 3 afl.
- 2010-2016 DCI Banks - als DC Ken Blackstone - 32 afl.
- 2004-2013 Shameless - als Marty Fisher - 44 afl.
- 2011 32 Brinkburn Street - als Walter - 5 afl.
- 2009 Unforgiven - als Kieran Whelan - 3 afl.
- 2007 Doctors - als Clive Minter - 2 afl.
- 2005 Silent Witness - als Carl Dawson - 2 afl.
- 2000-2003 Clocking Off - als Kev Leach - 27 afl.
- 2000-2001 Coronation Street - als Phil Simmonds - 4 afl.
- 1999 Playing the Field - als Neil - 2 afl.
- 1997 Hollyoaks - als Spike - 4 afl.
- 1993 Soldier Soldier - als Fus Vinny Bowles - 2 afl.
- 1992 Heartbeat - als Alan Maskell - 7 afl.
- 1992 The Life and Times of Henry Pratt - als Henry Pratt - 3 afl.

- Library of Congress Control Number: no2014092989
- Virtual International Authority File: 310521041
- WorldCat: E39PBJfcQVQf8W8JR9RBhb3RKd